# Kwaśnodrzew amerykański
Kwaśnodrzew amerykański, kwaśnodrzew konwaliowy, kwaśnodrzew drzewiasty (Oxydendrum arboreum (L.) DC.) – gatunek rośliny należący do rodziny wrzosowatych. Jest jedynym przedstawicielem rodzaju kwaśnodrzew (Oxydendrum DC.). Występuje we wschodniej części Stanów Zjednoczonych, na obszarze od Pensylwanii i Indiany na północy po Florydę i Luizjanę na południu. Dalej na północ np. w stanie Nowy Jork bywa notowany jako gatunek dziczejący z uprawy. Jest to drzewo rosnące na glebach kwaśnych i przepuszczalnych, zwykle w lasach iglastych, na zboczach w lasach liściastych, na skrajach lasów, często wzdłuż strumieni i brzegów mokradeł, na rzędnych od poziomu morza do 1700 m n.p.m. Delikatnie pachnące kwiaty, pojawiające się w pełni lata, zapylane są przez owady.
Kwaśne liście o smaku porównywanym do szczawiu i szpinaku używane były dawniej do warzenia syropu wykorzystywanego w celach przeciwgorączkowych. Żucie tych liści pozwala ugasić pragnienie.
Współcześnie roślina wykorzystywana jest głównie jako ozdobna – sadzona dla liści przebarwiających się jesienią na intensywny, szkarłatny kolor oraz dla kwiatów. Wykorzystywane jest także drewno – bardzo twarde, barwy czerwonobrązowej.

## Morfologia

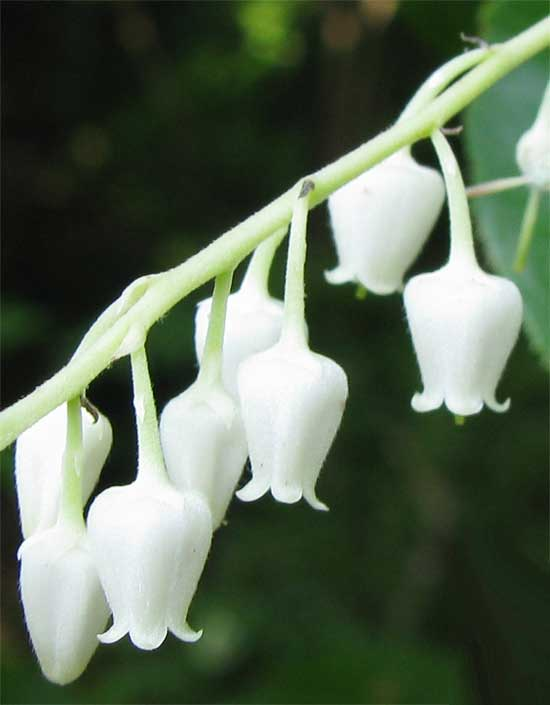
Kwiaty

PokrójDrzewo osiągające zazwyczaj do 25 m, wyjątkowo do 35 m wysokości. W Europie Środkowej rośnie zwykle jako duży krzew lub niewysokie drzewo do 10 m. Pędy są nagie lub owłosione, okrągłe na przekroju. Kora jest gładka, na starych drzewach głęboko spękana.
LiścieSkrętoległe, opadające zimą, jesienią przebarwiające się na intensywny czerwony lub fioletowy kolor. Liście eliptyczne lub lancetowate, długości sięgającej 23 cm. Nasada jest zbiegająca do zaokrąglonej, a wierzchołek zaostrzony, brzeg jest cały lub delikatnie, nieregularnie piłkowany, zwłaszcza w części bliższej wierzchołkowi. Blaszka jest cienka, błyszcząca, ciemnozielona, od spodu jaśniejsza.
KwiatyZebrane po 15–50 w opadające grona tworzące rozgałęziony, wiechowaty kwiatostan złożony osiągający do 30 cm długości. Działek kielicha jest pięć, lancetowatych, zrośniętych do połowy długości. Pięć białych płatków zrośniętych jest do 3/4 długości tworząc szerokodzwonkowatą koronę o długości od 4 do 7 mm. Pręcików jest 10, nieznacznie wystają z korony, ich nitki są spłaszczone, główki bez przydatków. Słupek pojedynczy, z zalążnią górną, pięciokomorową, z uciętą szyjką i główkowatym znamieniem.
OwoceSuche, pękające, jajowate torebki, o długości do 8,5 mm i średnicy do 4 mm. Pokryte jednokomórkowymi włoskami. Zawierają 25–100 wydłużonych nasion.

## Systematyka
Jedyny gatunek z monotypowego w efekcie rodzaju kwaśnodrzew (Oxydendrum DC., Prodr. 7: 601. 1839) z rodziny wrzosowatych Ericaceae i podrodziny Vaccinioideae. Takson dawniej sytuowany był w obrębie plemienia Andromedeae, choć zwykle w izolowanej pozycji. Badania molekularne wykazały jego siostrzaną pozycję względem kladu obejmującego m.in. takie rodzaje jak: modrzewnica Andromeda, golteria Gaultheria i borówka Vaccinium. W efekcie przeniesiony został do własnego (monotypowego) plemienia Oxydendreae H. T. Cox.

## Uprawa
Kwaśnodrzew wymaga gleby kwaśnej, bezwapiennej. Najlepiej rośnie na glebach żyznych, wilgotnych i przepuszczalnych, w miejscach osłoniętych od wiatru i w półcieniu. Może być uprawiany do strefy mrozoodporności 5b (czyli w całej Polsce), ale silne mrozy mogą mu zaszkodzić, zwłaszcza chronić trzeba młode sadzonki. Rozmnażany jest z nasion lub sadzonek pędowych, pozyskiwanych latem, które jednak korzenią się długo i z trudem.